# Antonio Valero (actor)
Antonio Vicente Valero Osma més conegut com a Antonio Valero (Burjassot, Horta Nord, 24 d'agost de 1955) és un actor de cinema, teatre i televisió valencià.

## Biografia
Després d'estudiar en un internat s'instal·la en Londres per a estudiar Art Dramàtic i en aquesta ciutat duu a terme els treballs més variats, com a electricista o pintor. Al seu retorn a Espanya, s'integra en la companyia de teatre Els Joglars fins a 1981. En aquest moment es trasllada a Nova York per a completar els seus estudis d'interpretació.
De nou a Espanya, treballa en teatre fins a debutar en la gran pantalla amb La mitad del cielo (Manuel Gutiérrez Aragón, 1986), al costat d'Ángela Molina i Fernando Fernán Gómez. Des de llavors ha compaginat els tres mitjans: teatre, cinema i televisió.
Així, ha aparegut en moltes pel·lícules entre les quals destaquen títols com El abuelo (1998), de José Luis Garci, Punto de mira (2000) o Los Borgia (2006), d'Antonio Hernández.
Per televisió va intervenir entre d'altres, a les sèries La forja de un rebelde (1990), Médico de familia (1997-1999), Cuéntame como pasó (2002-2003), El pantano (2003) i Amar en tiempos revueltos (2007-2008).
En teatre ha interpretat Gabinete Libermann (1984), La marquesa Rosalinda (1988), de Valle-Inclán, La doble inconstancia (1993), de Miguel Narros, 5 hombres.com (2000), Defensa de dama (2002) i Electra (2010), de Benito Pérez Galdós.
Com a curiositat, l'estrella del porno espanyol Nacho Vidal confessa tenir un somni: recuperar l'antiga casa de la seva família, a Énguera, avui propietat de Valero.

## Premis
En 1985 va ser guardonat amb el premi d'interpretació de l'Associació d'Espectadors d'Alacant per l'obra Gabinete Libermann (1984).
En 1995 va ser recompensat al Festival de Cinema de l'Alfàs del Pi pel curtmetratge El hombre nervioso (1993), de Jaime Llorente. Per aquest mateix paper va guanyar també diversos premis de diversos festivals, destacant el d'Alcalá de Henares i el d'Elx, pel qual va guanyar també el premi d'interpretació per Amor de madre (1996), un curtmetratge de David Martínez.
En 1998 fou nominat al Goya al millor actor secundari per El color de las nubes (1997), de Mario Camus, mentre que al seva participació a la minisèrie La forja de un rebelde (1990) li va valer una candidatura al Fotogramas de Plata al millor actor de televisió. Va tornar a estar nominat als Fotogramas de Plata, aquesta vegada en la categoria de millor actor de teatre per l'obra Defensa de dama (2002).

## Filmografia
- La mitad del cielo (1986)
- Adiós pequeña (1986)
- El amor de ahora (1987)
- El Lute: camina o revienta (1987)
- El juego más divertido (1987)
- Atlantic rendezvous (1989)
- La forja de un rebelde episodis 3..6/6, Arturo Barea (1990).
- Cómo levantar 1000 kilos (1991)
- Escrito en las estrellas (1991)
- Después del sueño (1992)
- Intruso (1993)
- Amor propio (1994)
- Bufones y reyes (1994)
- El beso partido (1994)
- Las cosas del querer 2 (1995)
- Un asunto privado (1995)
- Adosados (1996)
- El color de las nubes (1997)
- La vuelta de El Coyote (1998)
- El abuelo (1998)
- Mon père, ma mère, mes frères et mes soeurs (1999)
- Lista de espera (2000)
- Punto de mira (2000)
- Sagitario (2001)
- Aunque estés lejos (2003)
- Parte de lo que me debes (2004)
- Cuadrilátero (2004)
- Implicación (2004)
- Matando al gato (2006)
- Los Borgia (2006)
- La vida abismal (2007)
- El prado de las estrellas (2007)
- Velvet - Felipe Ruiz (2015)
- Amar (2017)